# Pavonia betonicifolia
Pavonia betonicifolia är en malvaväxtart som beskrevs av Presl. Pavonia betonicifolia ingår i släktet påfågelsmalvor, och familjen malvaväxter. Inga underarter finns listade i Catalogue of Life.